# مشاركة السودان في عاصفة الحزم
أعلن السودان مشاركة قواته المسلحة في حرب اليمن ضمن ما يسمى بتحالف عاصفة الحزم في مارس 2015، وبحسب البيان الصادر عن الجيش السوداني فإن هذه المشاركة تأتي «من منطلق المسؤولية الإسلامية لحماية أرض الحرمين الشريفين والدين والعقيدة».

## مشاركة السودان في عاصفة الحزم
«عاصفة الحزم» هو الاسم الذي استخدمته السعودية في الفترة الأولى لنشاطها العسكري على الأراضي اليمنية والتي شرعت فيها بشن غارات جوية ضد (الحوثيون) في الفترة (بين 25 مارس و21 أبريل عام 2015) وعلي عبد الله صالح المتحالف معهم والقوات الموالية له، ويشارك في التحالف عشر دول تقوده السعودية، ويضم إلى جانب السعودية كل من البحرين والكويت وقطر والإمارات العربية المتحدة ومصر والأردن والمغرب والسودانوباكستان. بينما أطلقت السعودية على العمليات اللاحقة ل21 أبريل 2015 اسم «عملية إعادة الأمل».

### عدد القوات السودانية المشاركة
أعلن الرئيس السوداني عمر البشير في العام 2015م عن عدد القوات للمشاركة في حرب اليمن تقدر بعشرة آلاف جندي.

### عدد القتلى
قال قائد قوات الدعم السريع في الجيش السوداني الفريق محمد حمدان دلقو الشهير بـ (حميدتي) في حوار مع صحيفة «الجريدة» السودانية في عددها الصادر يوم الاثنين 13 مارس 2017م، إن 412 من القوات السودانية قتلوا بينهم 14 ضابطاً خلال المعارك في اليمن.

### شرعية المشاركة
يكشف البرلماني عن كتلة التغيير بالبرلمان السوداني أبو القاسم برطم عن إيداع قرار مشاركة السودان في حرب اليمن للنقاش في جدول أعمال المجلس الوطني والذي سيناقش في دورة الانعقاد المقبلة، مطلع أكتوبر/ تشرين الأول المقبل، بعد ضغوط من كتلته، متوقعاً أن يتم تمريره من كتلة المؤتمر الوطني التي تمثل الأغلبية داخل البرلمان.
ويعتبر برطم أن قرار المشاركة في التحالف العربي بقيادة السعودية والإمارات، يمثل خرقا للدستور السوداني، إلا أن الدستور السوداني الانتقالي لعام 2005 يخلو من إي إشارة توجب على رئاسة الجمهورية الحصول على موافقة البرلمان لمشاركة القوات المسلحة السودانية في معارك خارج البلاد، وهو ما يؤكده الخبير الاستراتيجي العسكري اللواء المتقاعد محمد أحمد الفكي والذي قال إن الرئيس السوداني عمر البشير لم يخرق دستور بلاده في ما يتعلق بعدم الحصول على موافقة البرلمان السوداني على مشاركة القوات السودانية في الحرب اليمنية، مستدركا «الرئيس استغل عدم وجود أو تحديد أو تقييد لذلك في الدستور، وقام بإصدار قرار فردي، رغم أن مشاركة القوات المسلحة السودانية خارجيا يجب أن تعرض على البرلمان، شأن أي بروتوكول أو اتفاقية تعاون مع دولة أخرى».

### المشاركات الخارجية للقوات المسلحة السودانية
القوات المسلحة السودانية وعبر تاريخها الطويل وسجلها الحافل بالبطولات والانتصارات، لعبت أدوارا محلية وإقليمية ودولية بارزة، الأمر الذي أكسبها سمعة إقليمية ودولية طيبة، كما أكسبها خبرات عسكرية جديدة فقد خاضت معظم حروب محمد علي باشا الخارجية، كما شاركت مع القوات الفرنسية حربها في المكسيك، وكان لها دور محسوب في الحرب العالمية الاولى، ولكن دورها البارز كان في الحرب العالمية الثانية.